# Sixième circonscription du Haut-Rhin
La sixième circonscription du Haut-Rhin est une circonscription législative française composée de quatre cantons. Issue de la réforme de la carte électorale de 1986, la droite traditionnelle s'y impose régulièrement lors des élections nationales et locales.

## Description territoriale

### De 1988 à 2012
La 6e circonscription du Haut-Rhin était constituée de trois cantons :
- Canton d'Illzach
- Canton de Mulhouse-Nord
- Canton de Wittenheim

La circonscription était composée de communes très majoritairement catholiques au XXe siècle, particulièrement dans le canton d'Illzach mais aussi à Wittenheim et Kingersheim. La ville d'Illzach constituait une exception, étant historiquement majoritairement protestante réformée. La circonscription recoupe par ailleurs partiellement les quartiers du nord de la ville de Mulhouse, historiquement réformée, mais aujourd'hui majoritairement musulmane.
Région historiquement germanophone, bien que la compréhension du français y ait toujours été plus développée que dans le reste de l'Alsace. La pratique du dialecte reste assez développée dans ces cantons périurbains, plus cependant à Illzach et Wittenheim qu'à Mulhouse-Nord. Le niveau de pratique reste par ailleurs inférieur à la moyenne alsacienne, mais une majorité de la population déclare comprendre et parler l'alsacien.

### Depuis 2012
Depuis le redécoupage électoral de 2010, supprimant une circonscription dans le Haut-Rhin, la sixième regroupe les cantons suivants :
- Canton d'Illzach
- Canton de Mulhouse-Nord
- Canton de Wittenheim
- Canton de Sierentz

## Description politique de la circonscription
Création nouvelle issue de la réforme de la carte électorale opérée en 1986, la circonscription d'Illzach-Wittenheim ne dispose donc pas d'une histoire électorale ancienne. Elle est la conséquence des mouvements de populations à l'intérieur du département, favorisant l'agglomération mulhousienne. Le canton d'Illzach n'a été créé qu'en 1982, séparé alors du canton d'Habsheim. Le canton de Wittenheim avait été créé au cours des années 1960. Quant au canton de Mulhouse-Nord, bien plus ancien, il était partie intégrante de la circonscription de Mulhouse-ville, là où le canton d'Illzach et celui de Wittenheim se rattachaient à celle de Mulhouse-campagne.
Circonscription politique hybride, très hétérogène entre les quartiers "populaires" de Mulhouse-Nord, les environs urbains du canton de Wittenheim et le canton plus rural d'Illzach, la 6e circonscription a longtemps présenté un paradoxe électoral certain. Au vu des résultats électoraux de la période 1981-1986, le découpage permettait en effet de penser que la gauche pouvait emporter le siège ici mis en jeu. En fait, depuis 1988, la circonscription a connu un ancrage à droite d'autant plus remarquable que la circonscription restait jusqu'en 1995 l'une des rares d'Alsace à privilégier la gauche lors de l’élection présidentielle. Le candidat UDF Jean-Jacques Weber, maire de Sausheim et conseiller général d'Illzach, a été facilement élu en 1988 (52,8 %), réélu en 1993 contre le FN (69 %), réélu en triangulaire en 1997 (41 %) et réélu lors d'une élection partielle successive à l'annulation de l'élection de 1997, en 1998. Il a depuis du cédé son siège à Francis Hillmeyer (UDF) à la suite de sa condamnation pour abus de confiance. Francis Hillmeyer a cependant été élu largement en partielle en 2000, et réélu contre le FN en 2002 (74 %).
La 6e circonscription peut donc être considérée comme plutôt orientée à droite avec une présence importante du FN, qui réalise des scores très importants lors des élections présidentielles, et fut par ailleurs présent au 2e tour de chaque élection depuis 1993. Il s'appuie notamment sur des scores parfois supérieurs à 30 % dans le canton de Mulhouse-Nord (Jean-Marie Le Pen y réalise ses plus forts résultats alsaciens), mais dépasse aussi 20 % à Illzach et Wittenheim. Le PS dispose d'une bonne implantation à Wittenheim, et réalise des scores honorables à Mulhouse-Nord. Le fief de la droite traditionnelle reste le canton d'Illzach, mais on constate qu'elle a progressé dans l'ensemble des cantons à l'occasion des élections de 1998, 2000 et 2002.
Lors de l’élection présidentielle de 1988 la circonscription s'était nettement prononcée pour François Mitterrand (56 %). On constate depuis 1995 un fort progrès du FN au détriment du PS, et par ailleurs une orientation à droite nettement plus prononcée. En 1995, Jean-Marie Le Pen arrivait nettement en tête (28,5 %) devant Lionel Jospin (19,7 %), Édouard Balladur (19,3 %) et Jacques Chirac (15,5 %). Au 2e tour la circonscription choisissait Jacques Chirac (52,2 %). En 2002 Jean-Marie Le Pen se plaçait à nouveau en tête (25,5 %) devant Jacques Chirac (15,9 %) et Lionel Jospin (13 %).
Dans cette circonscription où le FN et la gauche réalisait de meilleures performances que dans le reste du Haut-Rhin, la droite a confirmé et amplifié fortement son avance lors des élections présidentielle et législatives de 2007, ancrant solidement la circonscription à droite. Lors du premier tour, Nicolas Sarkozy arrivait nettement en tête avec 33,1 %, faisant plus que doubler le résultat de Jacques Chirac en 2002. Il dépassait 30 % dans chacun des trois cantons, et obtenait plus de 35 % à Illzach, et 34 % à Wittenheim. S. Royal arrivait en seconde position, avec 22,5 %, elle améliorait le score de Lionel Jospin en 1995, arrivant d'une courte tête devant Nicolas Sarkozy à Mulhouse-Nord, mais étant nettement devancée à Illzach et Wittenheim. Le candidat UDF, François Bayrou, arrivait troisième avec 17,5 % - sa plus mauvaise performance alsacienne -, en dépit du soutien du député Francis Hillmeyer. Il progressait certes nettement par rapport à 2002, mais ne dépassait 20 % dans aucun canton de la circonscription, son meilleur score étant de 18,6 % à Illzach. Enfin, Jean-Marie Le Pen, qui avait frôlé les 30 % en 1995 et avait encore dépassé 25 % en 2002, subissait une chute vertigineuse, perdant plus de 10 points par rapport à 2002 et près de 15 points par rapport au total Le Pen+Mégret, en n'atteignant que 14,8 %. Il dépassait 15 % à Wittenheim et Mulhouse-Nord ; cantons où le FN avait fréquemment dépassé les 30 % auparavant. Cette chute bénéficiait très largement à Nicolas Sarkozy, et, dans une moindre mesure, à François Bayrou. Le second tour amplifia la domination de Nicolas Sarkozy, celui-ci réalisait en effet le meilleur score d'un candidat de droite dans la circonscription depuis 1974, en obtenant 60,5 % des voix. Il dépassait 64 % à Illzach, l'emportant avec 60 % dans le chef-lieu, et 62,5 % à Wittenheim, dépassant 57 % à Wittenheim et 62 % à Kingersheim, toutes deux gérées par le PS. Il était par contre battu d'une très courte tête (49,5 %) à Mulhouse-Nord. Le succès du candidat UMP s'expliquait par le très bon report, ici comme dans le reste de la région, des voix UDF, le député Hillmeyer s'étant prononcé très rapidement pour lui au second tour, et FN. Les consignes de Jean-Marie Le Pen, comme de François Bayrou, n'avait largement pas été suivies. À l'inverse, Ségolène Royal, malgré une bonne performance à Mulhouse-nord, perdait du terrain par rapport au score de Lionel Jospin en 1995, ceci étant particulièrement visible à Wittenheim et Illzach.
Les élections législatives de juin devaient encore amplifier cet ancrage à droite, en permettant la réélection dès le premier tour du député sortant Francis Hillmeyer, une première dans une circonscription autrefois assez disputée. Ayant choisi de ne pas suivre François Bayrou et le Modem, Francis Hillmeyer s'était rallié au Nouveau Centre, obtenant ainsi le soutien dès le premier tour de l'UMP. Il réalisa 50,36 % des suffrages le 10 juin, dépassant la majorité absolue à Illzach et Wittenheim, et dépassant 40 % à Mulhouse-Nord. Son principal adversaire, le maire PS de Wittenheim, Antoine Homé, obtenait 23,1 % des voix, dépassant le résultat obtenu par la candidate verte en 2002, mais ne réussissant pas à mettre le député sortant en ballottage. Il ne dépassait pas 20 % à Illzach, mais s'approchait des 25 % à Wittenheim et les dépassait à Mulhouse-Nord. Il restait cependant devancé aussi bien dans sa commune qu'à Kingersheim, autre mairie socialiste, ainsi qu'à Mulhouse-Nord. La candidate FN, Martine Binder, conseillère régionale, n'obtenait plus que 8,5 % des voix, en net retrait par rapport à 2002 et même par rapport au résultat de Jean-Marie Le Pen en 2007, elle ne dépassait 10 % dans aucun canton, réalisant son meilleur score à Mulhouse-Nord. Enfin, la candidate Modem, désignée à la suite du ralliement à la majorité présidentielle de Francis Hillmeyer, n'obtenait que 6,3 % des voix, en net retrait du score de François Bayrou, une large partie des électeurs ayant suivi la position du député sortant.
L'orientation politique de la circonscription sort donc renforcée par ces consultations. L'ancrage à droite du canton d'Illzach s'est vu nettement confirmé et renforcé par les performances de Nicolas Sarkozy (près de 65 %) et Francis Hillmeyer (près de 55 %), la droite retrouvant ici son niveau de 1974. C'est surtout la progression très importante des candidats de droite classique à Wittenheim et même Mulhouse-nord qui a marqué ces élections. En dominant largement Ségolène Royal dans des communes autrefois assez nettement à gauche, comme Wittenheim ou Kingersheim, Nicolas Sarkozy, et par la suite Francis Hillmeyer, ont confirmé la progression de la droite dans ce canton très industriel, autrefois marqué par un fort vote FN. La progression de la droite est moins forte, mais tout aussi visible, dans le canton de Mulhouse-Nord, qui reste cependant marqué à gauche, où Nicolas Sarkozy a retrouvé le score de Valéry Giscard d'Estaing en 1981, et où Francis Hillmeyer a nettement devancé le candidat PS le 10 juin. À l'inverse, la gauche sort affaiblie dans cette circonscription par les résultats de 2007, particulièrement à Wittenheim, elle conserve de solides points d'appuis à Mulhouse-Nord, mais son avance s'est réduite, et est particulièrement faible à Illzach et Wittenheim. Ici comme ailleurs en Alsace, la dynamique du vote Bayrou était nettement ancrée au centre-droit, et a été considérablement affaiblie par la position "ni droite, ni gauche" de ce dernier au second tour, ainsi que par le soutien ouvert de Francis Hillmeyer à Nicolas Sarkozy au lendemain du premier tour. Enfin, le FN a très largement diminué au profit de la droite traditionnelle, permettant à celle-ci de progresser considérablement dans des cantons plus industriels, ceci étant visible à Wittenheim et Mulhouse-Nord.

## Députés de la Sixième circonscription du Haut-Rhin
| Législature | Début de mandat  | Fin de mandat    | Député             | Parti politique | Observations |
| ----------- | ---------------- | ---------------- | ------------------ | --------------- | --- |
| IXe         | 23 juin 1988     | 1er avril 1993   | Jean-Jacques Weber | UDF             | Maire de Sausheim, président du conseil général du Haut-Rhin |
| Xe          | 2 avril 1993     | 21 avril 1997    | Jean-Jacques Weber | UDF             | Maire de Sausheim, président du conseil général du Haut-Rhin Mandat écourté à la suite d'une dissolution parlementaire décidée par Jacques Chirac.                                     |
| XIe         | 12 juin 1997     | 24 octobre 1997  | Jean-Jacques Weber | UDF             | Annulation des élections le 24 octobre 1997 Réélection de Jean-Jacques Weber le 14 décembre 1997 Déchéance de Jean-Jacques Weber le 5 mai 2000 sur décision du Conseil constitutionnel |
| XIe         | 24 octobre 1997  | 14 décembre 1997 | Vacant             | Vacant          | Annulation des élections le 24 octobre 1997 Réélection de Jean-Jacques Weber le 14 décembre 1997 Déchéance de Jean-Jacques Weber le 5 mai 2000 sur décision du Conseil constitutionnel |
| XIe         | 14 décembre 1997 | 5 mai 2000       | Jean-Jacques Weber | UDF             | Annulation des élections le 24 octobre 1997 Réélection de Jean-Jacques Weber le 14 décembre 1997 Déchéance de Jean-Jacques Weber le 5 mai 2000 sur décision du Conseil constitutionnel |
| XIe         | 5 mai 2000       | 18 juin 2002     | Francis Hillmeyer  | UDF             | Annulation des élections le 24 octobre 1997 Réélection de Jean-Jacques Weber le 14 décembre 1997 Déchéance de Jean-Jacques Weber le 5 mai 2000 sur décision du Conseil constitutionnel |
| XIIe        | 19 juin 2002     | 19 juin 2007     | Francis Hillmeyer  | UDF             | Maire de Pfastatt |
| XIIIe       | 20 juin 2007     | 19 juin 2012     | Francis Hillmeyer  | NC              | Maire de Pfastatt |
| XIVe        | 20 juin 2012     | 20 juin 2017     | Francis Hillmeyer  | NC              | Maire de Pfastatt |
| XVe         | 21 juin 2017     | 21 juin 2022     | Bruno Fuchs        | LREM            | |

## Historique des résultats

### Élections de 1988
| Candidat       | Candidat                         | Parti           | Premier tour | Premier tour | Second tour | Second tour |  |
| Candidat       | Candidat                         | Parti           | Voix         | %            | Voix        | %           |  |
| -------------- | -------------------------------- | --------------- | ------------ | ------------ | ----------- | ----------- |  |
|                | Jean-Jacques Weber sortant réélu | UDF (CDS) (URC) | 15 744       | 39,95        | 21 784      | 52,85       |  |
|                | Jean Grimont sortant             | PS              | 14 478       | 36,74        | 19 433      | 47,15       |  |
|                | Michel Thévenot                  | FN              | 7 471        | 18,96        |             |             |  |
|                | Auguste Bechler                  | PCF             | 1 402        | 3,56         |             |             |  |
|                | William Offerlé                  | Divers droite   | 310          | 0,79         |             |             |  |
|                |                                  |                 |              |              |             |             |  |
| Inscrits       | Inscrits                         | Inscrits        | 66 617       | 100,00       | 66 621      | 100,00      |  |
| Abstentions    | Abstentions                      | Abstentions     | 26 202       | 39,33        | 24 129      | 36,22       |  |
| Votants        | Votants                          | Votants         | 40 415       | 60,67        | 42 492      | 63,78       |  |
| Blancs et nuls | Blancs et nuls                   | Blancs et nuls  | 1 010        | 2,5          | 1 275       | 3           |  |
| Exprimés       | Exprimés                         | Exprimés        | 39 405       | 97,5         | 41 217      | 97          |  |

Le suppléant de Jean-Jacques Weber était Marc Schittly, RPR,  médecin à Mulhouse-Bourtzwiller.

### Élections de 1993
| Candidat       | Candidat                         | Parti          | Premier tour | Premier tour | Second tour | Second tour |  |
| Candidat       | Candidat                         | Parti          | Voix         | %            | Voix        | %           |  |
| -------------- | -------------------------------- | -------------- | ------------ | ------------ | ----------- | ----------- |  |
|                | Jean-Jacques Weber sortant réélu | UDF (CDS)      | 18 394       | 43,01        | 25 999      | 69,94       |  |
|                | Michel Thévenot                  | FN             | 7 736        | 18,09        | 11 175      | 30,06       |  |
|                | Joseph Spiegel                   | PS (ADFP)      | 6 942        | 16,23        |             |             |  |
|                | Roger Winterhalter               | GÉ (EÉ)        | 3 686        | 8,62         |             |             |  |
|                | Georgette Lyons                  | LT-LNÉ         | 2 237        | 5,23         |             |             |  |
|                | Philippe Duffau                  | CAP            | 1 702        | 3,98         |             |             |  |
|                | Laurent Muth                     | PCF            | 1 161        | 2,71         |             |             |  |
|                | Guy Buecher                      | LO             | 906          | 2,12         |             |             |  |
|                |                                  |                |              |              |             |             |  |
| Inscrits       | Inscrits                         | Inscrits       | 67 765       | 100,00       | 67 643      | 100,00      |  |
| Abstentions    | Abstentions                      | Abstentions    | 22 662       | 33,44        | 25 188      | 37,24       |  |
| Votants        | Votants                          | Votants        | 45 103       | 66,56        | 42 455      | 62,76       |  |
| Blancs et nuls | Blancs et nuls                   | Blancs et nuls | 2 339        | 5,19         | 5 281       | 12,44       |  |
| Exprimés       | Exprimés                         | Exprimés       | 42 764       | 94,81        | 37 174      | 87,56       |  |

Le suppléant de Jean-Jacques Weber était Marc Schittly.

### Élections de 1997
| Candidat       | Candidat                         | Parti          | Premier tour | Premier tour | Second tour | Second tour |  |
| Candidat       | Candidat                         | Parti          | Voix         | %            | Voix        | %           |  |
| -------------- | -------------------------------- | -------------- | ------------ | ------------ | ----------- | ----------- |  |
|                | Jean-Jacques Weber sortant réélu | UDF (FD)       | 13 083       | 30,17        | 19 566      | 41,49       |  |
|                | Joseph Spiegel                   | PS             | 12 474       | 28,76        | 18 915      | 40,11       |  |
|                | Aldo Zasio                       | FN             | 9 936        | 22,91        | 8 677       | 18,40       |  |
|                | Serge Becq                       | GÉ             | 1 267        | 2,92         |             |             |  |
|                | Yann Flory                       | MÉI            | 1 216        | 2,80         |             |             |  |
|                | Jean Kaspar                      | Divers gauche  | 1 151        | 2,65         |             |             |  |
|                | Éric Morel                       | PCF            | 1 071        | 2,47         |             |             |  |
|                | Jean-Marie Pheulpin              | LO             | 1 053        | 2,43         |             |             |  |
|                | Sylvie Manchon                   | LDI (MPF)      | 801          | 1,85         |             |             |  |
|                | Charafdine Lamouchi              | Divers         | 664          | 1,53         |             |             |  |
|                | Jean-Claude Vinel                | Divers         | 371          | 0,86         |             |             |  |
|                | Daniel Lander                    | MDC            | 284          | 0,65         |             |             |  |
|                |                                  |                |              |              |             |             |  |
| Inscrits       | Inscrits                         | Inscrits       | 68 470       | 100,00       | 68 470      | 100,00      |  |
| Abstentions    | Abstentions                      | Abstentions    | 23 059       | 33,68        | 19 794      | 28,91       |  |
| Votants        | Votants                          | Votants        | 45 411       | 66,32        | 48 676      | 71,09       |  |
| Blancs et nuls | Blancs et nuls                   | Blancs et nuls | 2 040        | 4,49         | 1 518       | 3,12        |  |
| Exprimés       | Exprimés                         | Exprimés       | 43 371       | 95,51        | 47 158      | 96,88       |  |

Le suppléant de Jean-Jacques Weber était Marc Schittly.
L'élection est annulée par le Conseil constitutionnel dans sa décision n° 97-2169 AN du 23 octobre 1997. Joseph Spiegel a saisi le conseil en déclarant que 824 locataires ont reçu durant l'entre-deux-tours une lettre personnalisée du président de l'office départemental des HLM demandant de voter pour Weber. Le conseil déclare que ces lettres constituent une « pression sur les électeurs », et que le nombre de destinataires concerné dépasse l'écart de voix entre Spiegel et Weber, faussant le scrutin.

### Élections partielles de 1997
Les élections partielles ont eu lieu les 7 et 14 décembre 1997.
| Candidat       | Candidat                         | Parti          | Premier tour | Premier tour | Second tour | Second tour |  |
| Candidat       | Candidat                         | Parti          | Voix         | %            | Voix        | %           |  |
| -------------- | -------------------------------- | -------------- | ------------ | ------------ | ----------- | ----------- |  |
|                | Jean-Jacques Weber sortant réélu | UDF (FD)       | 11 554       | 39,98        | 16 381      | 58,29       |  |
|                | Joseph Spiegel                   | PS             | 9 159        | 31,69        | 11 721      | 41,71       |  |
|                | Gérard Freulet                   | FN             | 6 479        | 22,42        |             |             |  |
|                | Michel Breuzard                  | GÉ             | 755          | 2,61         |             |             |  |
|                | Éric Morel                       | PCF            | 466          | 1,61         |             |             |  |
|                | Aimé Sensé                       | LO             | 441          | 1,53         |             |             |  |
|                | Karl Goschescheck                | Divers droite  | 47           | 0,16         |             |             |  |
|                |                                  |                |              |              |             |             |  |
| Inscrits       | Inscrits                         | Inscrits       | 38 796       | 100,00       | 38 783      | 100,00      |  |
| Abstentions    | Abstentions                      | Abstentions    | 9 310        | 24           | 9 288       | 23,95       |  |
| Votants        | Votants                          | Votants        | 29 486       | 76           | 29 495      | 76,05       |  |
| Blancs et nuls | Blancs et nuls                   | Blancs et nuls | 585          | 1,98         | 1 393       | 4,72        |  |
| Exprimés       | Exprimés                         | Exprimés       | 28 901       | 98,02        | 28 102      | 95,28       |  |

Jean-Jacques Weber est déchu de son mandat par le Conseil constitutionnel le 4 mai 2000.

### Élections partielles de 2000
Les élections partielles ont eu lieu les 18 et 25 juin 2000.
| Candidat       | Candidat              | Parti          | Premier tour | Premier tour | Second tour | Second tour |  |
| Candidat       | Candidat              | Parti          | Voix         | %            | Voix        | %           |  |
| -------------- | --------------------- | -------------- | ------------ | ------------ | ----------- | ----------- |  |
|                | Francis Hillmeyer élu | UDF            | 5 910        | 32,40        | 12 283      | 55,88       |  |
|                | Joseph Spiegel        | PS             | 5 739        | 31,46        | 9 698       | 44,12       |  |
|                | Gérard Freulet        | MNR            | 2 957        | 16,21        |             |             |  |
|                | Martine Binder        | FN             | 1 843        | 10,10        |             |             |  |
|                | Jacques Muller        | Les Verts      | 1 096        | 6,01         |             |             |  |
|                | Jean Bitterlin        | MÉI            | 393          | 2,15         |             |             |  |
|                | Jean-Claude Vinel     | Divers droite  | 304          | 1,67         |             |             |  |
|                |                       |                |              |              |             |             |  |
| Inscrits       | Inscrits              | Inscrits       | 69 648       | 100,00       | 69 648      | 100,00      |  |
| Abstentions    | Abstentions           | Abstentions    | 49 533       | 71,12        | 47 303      | 67,92       |  |
| Votants        | Votants               | Votants        | 20 115       | 28,88        | 22 345      | 32,08       |  |
| Blancs et nuls | Blancs et nuls        | Blancs et nuls | 1 873        | 9,31         | 364         | 1,63        |  |
| Exprimés       | Exprimés              | Exprimés       | 18 242       | 90,69        | 21 981      | 98,37       |  |

### Élections de 2002
| Candidat       | Candidat                        | Parti            | Premier tour | Premier tour | Second tour | Second tour |  |
| Candidat       | Candidat                        | Parti            | Voix         | %            | Voix        | %           |  |
| -------------- | ------------------------------- | ---------------- | ------------ | ------------ | ----------- | ----------- |  |
|                | Francis Hillmeyer sortant réélu | UDF (UMP)        | 17 869       | 45,65        | 23 487      | 75,33       |  |
|                | Cécile Haller                   | FN               | 7 190        | 18,37        | 7 690       | 24,67       |  |
|                | Djamila Sonzogni                | Les Verts (PS)   | 6 913        | 17,66        |             |             |  |
|                | Thierry Gross                   | MNR              | 2 189        | 5,59         |             |             |  |
|                | Edouard Boeglin                 | Pôle républicain | 1 168        | 2,98         |             |             |  |
|                | Daniel Doucet                   | PCF              | 1 144        | 2,92         |             |             |  |
|                | Christiane Rolandez             | LO               | 883          | 2,26         |             |             |  |
|                | Jean Bitterlin                  | MÉI              | 878          | 2,24         |             |             |  |
|                | Henri Metzger                   | Extrême gauche   | 709          | 1,81         |             |             |  |
|                | Edith Seifert                   | Divers (PF)      | 202          | 0,52         |             |             |  |
|                |                                 |                  |              |              |             |             |  |
| Inscrits       | Inscrits                        | Inscrits         | 70 648       | 100,00       | 70 648      | 100,00      |  |
| Abstentions    | Abstentions                     | Abstentions      | 30 435       | 43,08        | 36 900      | 52,23       |  |
| Votants        | Votants                         | Votants          | 40 213       | 56,92        | 33 748      | 47,77       |  |
| Blancs et nuls | Blancs et nuls                  | Blancs et nuls   | 1 068        | 2,66         | 2 571       | 7,62        |  |
| Exprimés       | Exprimés                        | Exprimés         | 39 145       | 97,34        | 31 177      | 92,38       |  |

Le suppléant de Francis Hillmeyer était Marc Schittly.

### Élections de 2007
|                | Francis Hillmeyer sortant réélu | NC             | 19 341 | 50,36  |  |  |  |
|                | Antoine Homé                    | PS             | 8 848  | 23,04  |  |  |  |
|                | Martine Binder                  | FN             | 3 348  | 8,72   |  |  |  |
|                | Raphaëlle Vaginay               | UDF–MoDem      | 2 520  | 6,56   |  |  |  |
|                | Pascale Schweitzer              | Les Verts      | 1 399  | 3,64   |  |  |  |
|                | Henri Metzger                   | SÉGA           | 824    | 2,15   |  |  |  |
|                | Jean Bitterlin                  | MÉI            | 622    | 1,62   |  |  |  |
|                | Andréa Mele                     | MPF            | 612    | 1,59   |  |  |  |
|                | Camille Bailly                  | LO             | 563    | 1,47   |  |  |  |
|                | Gilles Bastos                   | Divers         | 313    | 0,81   |  |  |  |
|                | Hélène Jacobi                   | MNR            | 19     | 0,05   |  |  |  |
|                |                                 |                |        |        |  |  |  |
| Inscrits       | Inscrits                        | Inscrits       | 74 758 | 100,00 |  |  |  |
| Abstentions    | Abstentions                     | Abstentions    | 35 538 | 47,54  |  |  |  |
| Votants        | Votants                         | Votants        | 39 220 | 52,46  |  |  |  |
| Blancs et nuls | Blancs et nuls                  | Blancs et nuls | 811    | 2,07   |  |  |  |
| Exprimés       | Exprimés                        | Exprimés       | 38 409 | 97,93  |  |  |  |

### Élections de 2012
| Candidat       | Candidat                        | Parti                    | Premier tour | Premier tour | Second tour | Second tour |  |
| Candidat       | Candidat                        | Parti                    | Voix         | %            | Voix        | %           |  |
| -------------- | ------------------------------- | ------------------------ | ------------ | ------------ | ----------- | ----------- |  |
|                | Francis Hillmeyer sortant réélu | NC (UMP)                 | 17 417       | 36,99        | 20 382      | 44,11       |  |
|                | Malika Schmidlin Ben M'Barek    | PS                       | 12 394       | 26,32        | 15 045      | 32,56       |  |
|                | Martine Binder                  | RBM (FN)                 | 11 859       | 25,19        | 10 785      | 23,34       |  |
|                | Laurent Boitelle                | MÉI (EÉLV, RP&S)         | 1 694        | 3,60         |             |             |  |
|                | Hubert Strauel                  | FG (PCF) (Divers gauche) | 1 331        | 2,83         |             |             |  |
|                | Régis Baschung                  | CpF (MoDem)              | 828          | 1,76         |             |             |  |
|                | Nicolas Chevalier-Roch          | DLR                      | 648          | 1,38         |             |             |  |
|                | Abdel Majid Boucenna            | ALT                      | 375          | 0,80         |             |             |  |
|                | Nathalie Mulot                  | LO                       | 300          | 0,64         |             |             |  |
|                | Cyprien Godinot                 | S&P                      | 145          | 0,31         |             |             |  |
|                | Sandrine Pico                   | AR                       | 91           | 0,19         |             |             |  |
|                |                                 |                          |              |              |             |             |  |
| Inscrits       | Inscrits                        | Inscrits                 | 92 482       | 100,00       | 92 477      | 100,00      |  |
| Abstentions    | Abstentions                     | Abstentions              | 44 441       | 48,05        | 45 471      | 49,17       |  |
| Votants        | Votants                         | Votants                  | 48 041       | 51,95        | 47 006      | 50,83       |  |
| Blancs et nuls | Blancs et nuls                  | Blancs et nuls           | 959          | 2            | 794         | 1,69        |  |
| Exprimés       | Exprimés                        | Exprimés                 | 47 082       | 98           | 46 212      | 98,31       |  |

### Élections de 2017
Les élections ont eu lieu les 11 et 18 juin 2017.
- Député sortant : Francis Hillmeyer (LC/UDI)

|                                                   | Bruno Fuchs                 | LREM        | 12 519 | 32,36  | 20 408 | 64,16  |  |  |  |  |  |
|                                                   | Sylvain Marcelli            | FN          | 6 696  | 17,31  | 11 401 | 35,84  |  |  |  |  |  |
|                                                   | Francis Hillmeyer*          | UDI         | 6 412  | 16,57  |        |        |  |  |  |  |  |
|                                                   | Philippe Duffau             | LFI         | 3 432  | 8,87   |        |        |  |  |  |  |  |
|                                                   | Lara Million                | LR          | 3 244  | 8,39   |        |        |  |  |  |  |  |
|                                                   | Laurent Roth                | UL          | 2 203  | 5,69   |        |        |  |  |  |  |  |
|                                                   | Pierre Parra                | PS          | 980    | 2,53   |        |        |  |  |  |  |  |
|                                                   | Ralph Wicky                 | MEI         | 717    | 1,85   |        |        |  |  |  |  |  |
|                                                   | Caroline Widloecher-Reymann | DLF         | 619    | 1,60   |        |        |  |  |  |  |  |
|                                                   | Martine Lapouble-Barthou    | AEI         | 507    | 1,31   |        |        |  |  |  |  |  |
|                                                   | Nathalie Mulot              | LO          | 269    | 0,70   |        |        |  |  |  |  |  |
|                                                   | Mehmet Han Simsek           | PEJ         | 251    | 0,65   |        |        |  |  |  |  |  |
|                                                   | Christophe Pouysegur        | PCF         | 238    | 0,62   |        |        |  |  |  |  |  |
|                                                   | David Bizet                 | DIV         | 234    | 0,60   |        |        |  |  |  |  |  |
|                                                   | Fausta de Maestri           | UPR         | 189    | 0,49   |        |        |  |  |  |  |  |
|                                                   | Mildred Frey                | UDP         | 178    | 0,46   |        |        |  |  |  |  |  |
|                                                   |                             |             |        |        |        |        |  |  |  |  |  |
| Inscrits                                          | Inscrits                    | Inscrits    | 92 407 | 100,00 | 92 418 | 100,00 |  |  |  |  |  |
| Abstentions                                       | Abstentions                 | Abstentions | 52 853 | 57,20  | 57 848 | 62,59  |  |  |  |  |  |
| Votants                                           | Votants                     | Votants     | 39 554 | 42,80  | 34 570 | 37,41  |  |  |  |  |  |
| Blancs                                            | Blancs                      | Blancs      | 681    | 0,74   | 2 201  | 6,37   |  |  |  |  |  |
| Nuls                                              | Nuls                        | Nuls        | 185    | 0,47   | 560    | 1,62   |  |  |  |  |  |
| Exprimés                                          | Exprimés                    | Exprimés    | 38 688 | 97,81  | 31 809 | 92,01  |  |  |  |  |  |
| * député sortant                                  |                             |             |        |        |        |        |  |  |  |  |  |
| Résultats sur le site du ministère de l'Intérieur |                             |             |        |        |        |        |  |  |  |  |  |

### Élections de 2022
| Résultats des élections législatives des 12 et 19 juin 2022 de la 6e circonscription du Haut-Rhin |                          |                          |                          |              |              |             |             |
| Candidat                                                                                          | Candidat                 | Parti et coalition       | Nuance                   | Premier tour | Premier tour | Second tour | Second tour |
| Candidat                                                                                          | Candidat                 | Parti et coalition       | Nuance                   | Voix         | %            | Voix        | %           |
|                                                                                                   | Bruno Fuchs              | MoDem (ENS)              | ENS                      | 11 996       | 32,17        | 18 604      | 55,31       |
|                                                                                                   | Christelle Ritz          | RN                       | RN                       | 9 415        | 25,25        | 15 030      | 44,69       |
|                                                                                                   | Léonie Hébert            | LFI (NUPES)              | NUP                      | 7 186        | 19,27        |             |             |
|                                                                                                   | Laurent Roth             | UL                       | DVD                      | 1 724        | 4,62         |             |             |
|                                                                                                   | Sylvain Marcelli         | REC                      | REC                      | 1 688        | 4,53         |             |             |
|                                                                                                   | Anne Gerhart             | UDI (UDC)                | DVC                      | 1 618        | 4,34         |             |             |
|                                                                                                   | Hugo Tarantola           | EAC                      | ECO                      | 792          | 2,12         |             |             |
|                                                                                                   | Pascal Blum              | MEI (TUPV)               | ECO                      | 785          | 2,10         |             |             |
|                                                                                                   | Romuald Lourenço         | DLF (UPF)                | DSV                      | 624          | 1,67         |             |             |
|                                                                                                   | Stéphane Barth           | PA                       | ECO                      | 485          | 1,30         |             |             |
|                                                                                                   | Nathalie Mulot           | LO                       | DXG                      | 281          | 0,75         |             |             |
|                                                                                                   | Mireille Karlène-Debève  | Volt                     | REG                      | 224          | 0,60         |             |             |
|                                                                                                   | Guillaume Sevin          | SE                       | DVD                      | 198          | 0,53         |             |             |
|                                                                                                   | Dimitri Breiner          | PP                       | DIV                      | 137          | 0,37         |             |             |
|                                                                                                   | Yvan Zill                | LPDF                     | DVC                      | 132          | 0,35         |             |             |
|                                                                                                   | Pascal Beaussart         | SE                       | DSV                      | 8            | 0,02         |             |             |
| Votes valides                                                                                     | Votes valides            | Votes valides            | Votes valides            | 37 293       | 97,68        | 33 634      | 93,38       |
| Votes blancs                                                                                      | Votes blancs             | Votes blancs             | Votes blancs             | 688          | 1,80         | 1 992       | 5,53        |
| Votes nuls                                                                                        | Votes nuls               | Votes nuls               | Votes nuls               | 198          | 0,52         | 391         | 1,09        |
| Total                                                                                             | Total                    | Total                    | Total                    | 38 179       | 100          | 36 017      | 100         |
| Abstention                                                                                        | Abstention               | Abstention               | Abstention               | 56 288       | 59,58        | 58 483      | 61,89       |
| Inscrits / participation                                                                          | Inscrits / participation | Inscrits / participation | Inscrits / participation | 94 467       | 40,42        | 94 500      | 38,11       |

### Élections de 2024
| Candidat                 | Candidat                 | Parti et coalition       | Nuances                  | Premier tour | Premier tour | Second tour | Second tour |
| Candidat                 | Candidat                 | Parti et coalition       | Nuances                  | Voix         | %            | Voix        | %           |
| ------------------------ | ------------------------ | ------------------------ | ------------------------ | ------------ | ------------ | ----------- | ----------- |
|                          | Christelle Ritz          | RN                       | RN                       | 23 246       | 39,74        | 26 444      | 44,75       |
|                          | Bruno Fuchs              | MoDem (ENS)              | ENS                      | 17 660       | 30,19        | 32 651      | 55,25       |
|                          | Florence Claudepierre    | LFI (NFP)                | UG                       | 12 913       | 22,08        | Retrait     | Retrait     |
|                          | Laurent Roth             | UL (R&PS)                | REG                      | 1 898        | 3,24         |             |             |
|                          | Pascal Blum              | MÉI                      | ECO                      | 808          | 1,38         |             |             |
|                          | Denis Pint               | REC                      | REC                      | 711          | 1,22         |             |             |
|                          | Romuald Lourenço         | DLF                      | DSV                      | 666          | 1,14         |             |             |
|                          | Nathalie Mulot           | LO                       | EXG                      | 503          | 0,86         |             |             |
|                          | Pablo Roldan-Sanchez     | SE                       | DVD                      | 85           | 0,15         |             |             |
|                          |                          |                          |                          |              |              |             |             |
| Votes valides            | Votes valides            | Votes valides            | Votes valides            | 58 490       | 97,54        |             |             |
| Votes blancs             | Votes blancs             | Votes blancs             | Votes blancs             | 1 139        | 1,90         | 1 849       |             |
| Votes nuls               | Votes nuls               | Votes nuls               | Votes nuls               | 337          | 0,56         | 426         |             |
| Total                    | Total                    | Total                    | Total                    | 59 966       | 100          |             | 100         |
| Abstention               | Abstention               | Abstention               | Abstention               | 33 895       | 36,11        |             |             |
| Inscrits / participation | Inscrits / participation | Inscrits / participation | Inscrits / participation | 93 861       | 63,89        |             |             |